# Anne-Marie Rindom
Anne-Marie Rindom (Søllerød, 14 giugno 1991) è una velista danese.

## Palmarès

### Olimpiadi
- 2 medaglie:
  - 1 oro (Tokyo 2020 nella classe Laser Radial)
  - 1 argento (Parigi 2024 nella classe Laser Radial)
  - 1 bronzo (Rio de Janeiro 2016 nella classe Laser Radial)

### Mondiali
- 5 medaglie:
  - 2 ori (Brest 2009 nella classe Europa; Al Mussanah 2015 nella classe Laser Radial)
  - 1 argento (Santo Antonio 2008 nella classe Europa)
  - 2 bronzi (Nuevo Vallarta 2016 nella classe Laser Radial; Aarhus 2018 nella classe Laser Radial)